# Australia Open 1993 (Badminton)
Die Australian Open 1993 im Badminton fanden Anfang September 1993 statt und waren gleichzeitig auch die nationalen Titelkämpfe Australiens.

## Sieger und Platzierte
| Disziplin    | Gold                         | Silber                        | Bronze                        |
| ------------ | ---------------------------- | ----------------------------- | ----------------------------- |
| Herreneinzel | He Tim                       | Paul Stevenson                | Murray Hocking                |
| Herreneinzel | He Tim                       | Paul Stevenson                | Stuart Metcalfe               |
| Dameneinzel  | Song Yang                    | Teresa Lian                   | Rhonda Cator                  |
| Dameneinzel  | Song Yang                    | Teresa Lian                   | Lisa Campbell                 |
| Herrendoppel | Peter Blackburn Mark Nichols | He Tim Murray Hocking         | James Todd Michael Todd       |
| Herrendoppel | Peter Blackburn Mark Nichols | He Tim Murray Hocking         | Andrew Connolly Paul Staight  |
| Damendoppel  | Lisa Campbell Amanda Hardy   | Jenny Gibson Song Yang        | Rhonda Cator Michelle O’Neill |
| Damendoppel  | Lisa Campbell Amanda Hardy   | Jenny Gibson Song Yang        | Wendy Shinners Michaela Smith |
| Mixed        | Mark Nichols Amanda Hardy    | Peter Blackburn Lisa Campbell | He Tim Teresa Lian            |
| Mixed        | Mark Nichols Amanda Hardy    | Peter Blackburn Lisa Campbell | David Draper Jenny Gibson     |